# Hand i hand (Magnus Uggla-låt)
"Hand i hand" är en balladlåt skriven av Magnus Uggla och framförd av honom på albumet Välkommen till folkhemmet (1983). Melodins refräng är tagen från Pjotr Tjajkovskijs violinkonsert. Sångtexten ser tillbaka på hippierörelsen och den politiska vänstervågen åren kring 1970.

## Bakgrund
Magnus Uggla bodde under tio års tid i en lägenhet vid Västerlånggatan i Gamla stan, och på nätterna väcktes han av låtar som El cóndor pasa, och en gång stod en berusad person nedanför och spelade dragspel. Magnus Uggla brukade "ge igen" med att ställa ut en högtalare och spela hårdrock för dem, vilket brukade få dem att tröttna och sluta spela. Men en gång stod den berusade personen kvar, medan Magnus Uggla spelade Deep Purple. Magnus Uggla hällde då en hink med vatten över honom, så att dragspelet tystnade men personen försökte ta sig in i lägenheten, och idén till låten föddes. 

## Övrigt
1998 släpptes en ny version, tillsammans med Dogge Doggelito, på singel, och placerade sig då som bäst på 47:e plats på den svenska singellistan.
Inom sportens värld används refrängen ofta av hejarklackarna. Den är framför allt vanlig bland lag vars förkortning slutar på K, och kan då gå:
- Heja X-lag, tillsammans skall vi kämpa på. Krossa Y-lag. Vi älskar X-lag.

## Listplaceringar
| Lista (1998) | Position |
| ------------ | -------- |
| Sverige      | 54       |